# دانشگاه‌ها و مراکز تحقیقاتی در تگزاس

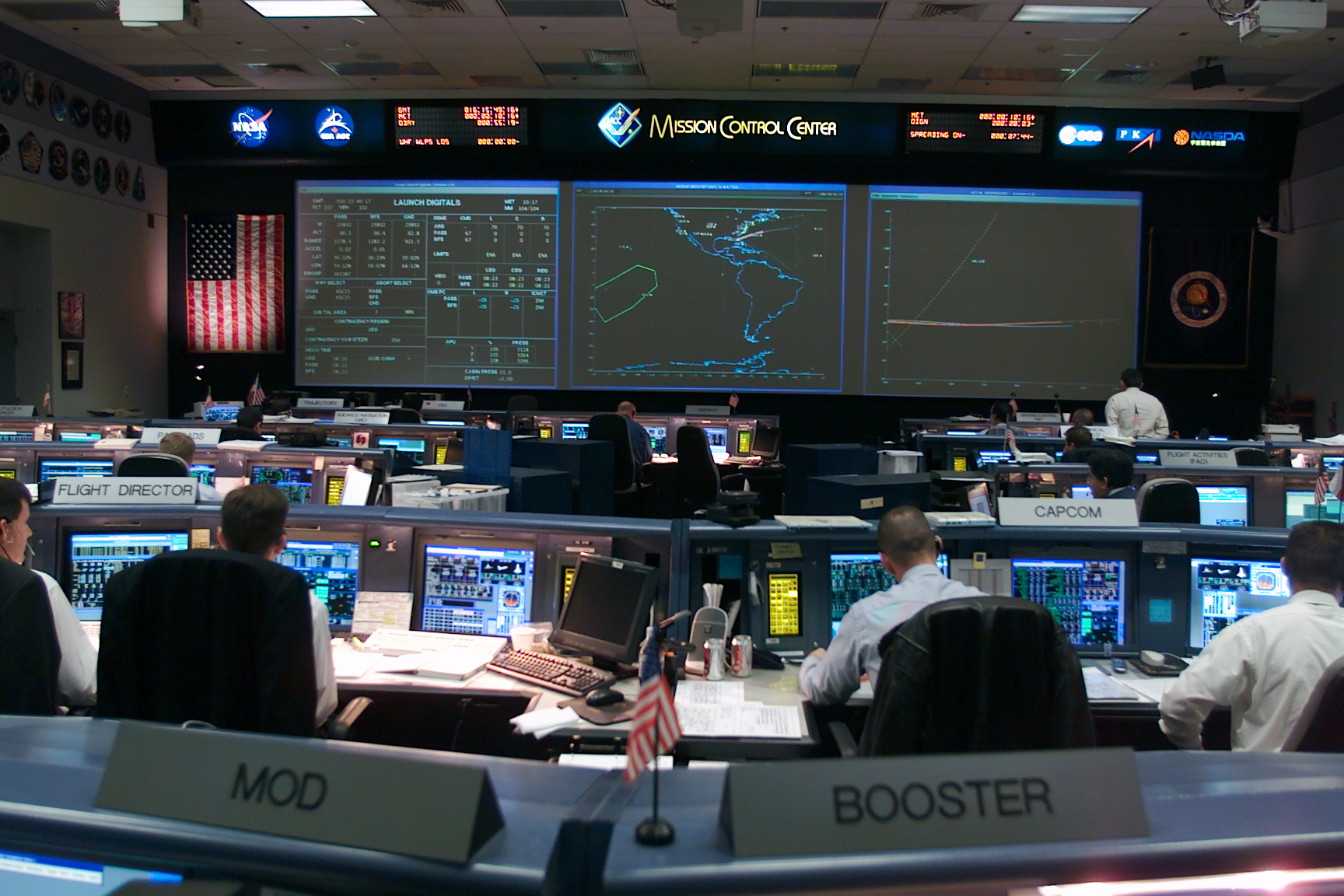
اتاق فرمان پروازهای شاتل‌های فضایی در مرکز فضایی جانسون متعلق به ناسا در تگزاس.

دانشگاه‌ها و مراکز تحقیقاتی در تگزاس یا از نوع مراکز دولتی و ایالتی می‌باشند یا تحت حمایت مالی بنیادهای خصوصی فعالیت می‌کنند. تگزاس در سال ۲۰۱۰ تعداد ۱۴۶ دانشگاه در حال فعالیت داشت.
از لحاظ سرمایه‌گذاری ایالتی در تحقیقات علمی و فناوری، ایالت تگزاس با ۱،۸۴ میلیارد دلار سرمایه‌گذاری در سال ۲۰۰۹ در کشور آمریکا در رتبه نخست قرار داشت. در همان سال، تگزاس از نظر کل مجموع بودجهٔ صرف شده برای تحقیقات و نوآوری، در میان ایالات آمریکا در رتبه سوم قرار داشت.
در سال ۲۰۰۶، ۲۴٫۷٪ اهالی تگزاس ۲۵ سال به بالا صاحب مدرک لیسانس بودند، در حالیکه این رقم برای میانگین کل آمریکا در حدود ۲۷٪ است.

## گرایش‌ها

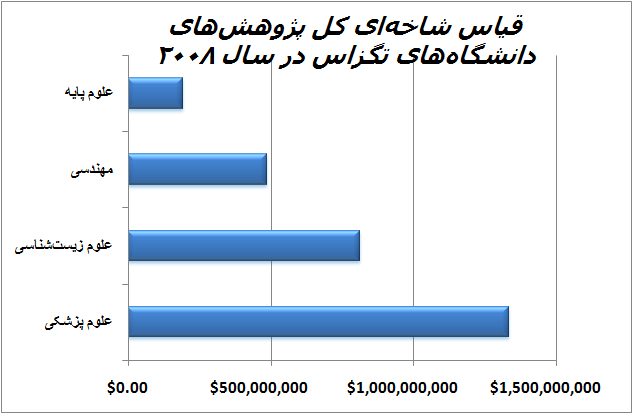
در سال ۲۰۰۸ بیشترین تحقیقات موسسات علمی تگزاس (از لحاظ بودجه) صرف تحقیقات پزشکی گشت.

با وجود قرار داشتن مراکزی مثل مرکز کنترل پروازهای ناسا در پایگاه جانسون شهر هیوستون در تگزاس٫اقتدار علمی این ایالت بیشتر در حیطه علوم پزشکی می‌باشد چرا که مرکز پزشکی تگزاس و مرکز پزشکی جنوب تگزاس هر دو در این ایالت قرار دارند. مرکز پزشکی تگزاس بزرگ‌ترین مرکز درمانی/تحقیقاتی دنیا است.
در سال ۲۰۰۷، این ایالت ۶۵۷ میلیون دلار از دولت فدرال جهت تحقیقات پزشکی دریافت نمود، که بیشتر از هر رشته دیگری بود. ۶۱٪ کل تحقیقات سال ۲۰۰۷ (از نظر بودجه تخصیص یافته) در حیطه پزشکی و علوم زیستی بود.
با اینحال، تگزاس به دلیل دارا بودن منابع غنی نفتی، در مهندسی پتروشیمی و نفت دارای موسسات پژوهشی و آموزشی فعالیست، به‌طوری‌که مقطع دکترای مهندسی نفت و پتروشیمی در دانشگاه تگزاس در آستین و دانشگاه تگزاس A&M در ایالات متحده آمریکا رتبه اول و دوم در سطح کشور می‌باشند.

## موسسات دولتی

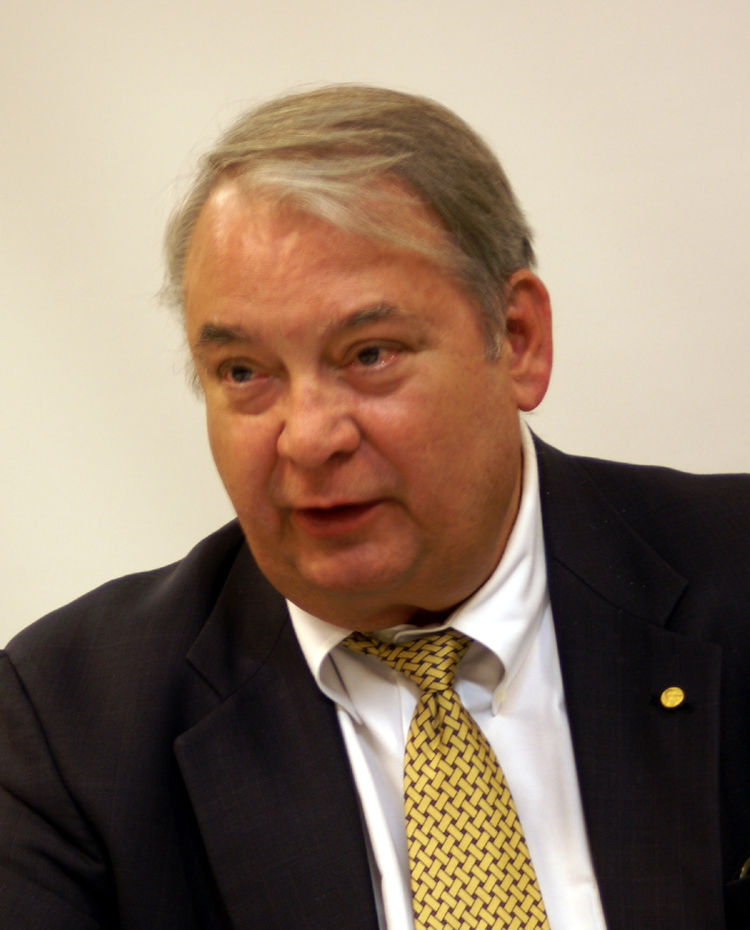
فرید مراد، برنده جایزه نوبل پزشکی سال ۱۹۹۸، و استاد مرکز علوم درمانی دانشگاه تگزاس در هیوستون

در ایالت تگزاس پنج سیستم مهم دانشگاهی دولتی در سطح گسترده مشغول به کار می‌باشد.
سیستم دانشگاه تگزاس در مرتبه نخست ۱۵ پردیس دارد که به تنهایی در سال ۲۰۰۶ از ۱۹۰٬۹۰۳ دانشجوی تمام وقت ثبت نام به عمل آورد. دانشگاه ایالتی تکزاس شعبه آستین از این گروه از بزرگ‌ترین و معتبرترین دانشگاه‌های آمریکا است به‌طوری‌که در یکی از رده‌بندی‌های اخیر دانشگاه‌های برتر دنیا در رده ۱۵ جهان قرار گرفته‌است. مصطفی چمران دانش‌آموخته کارشناسی ارشد این دانشگاه بود.
سپس سیستم دانشگاه تگزاس A&M در ۱۷ پردیس خود سالیانه پذیرای نزدیک به ۱۰۰٬۰۰۰ دانشجوی تمام وقت است.
و بالاخره دانشگاه هیوستون با ۵۶٬۰۰۰ دانشجو در ۴ پردیس، سومین بزرگ‌ترین سیستم دانشگاهی دولتی تکزاس را تشکیل می‌دهند.
سیستم دانشگاه ایالتی تگزاس، سیستم دانشگاه نورث تگزاس، و سیستم دانشگاه فناوری تگزاس نیز هر کدام چندین شعبه دارند.
یکی از عمده‌ترین منابع پشتیبانی مالی مراکز دانشگاهی و تحقیقاتی تگزاس در دهه‌های اخیر، ذخایر نفتی تگزاس بوده‌است که متعلق به اراضی سیستم دانشگاه تگزاس می‌باشد.

## موسسات علوم پزشکی

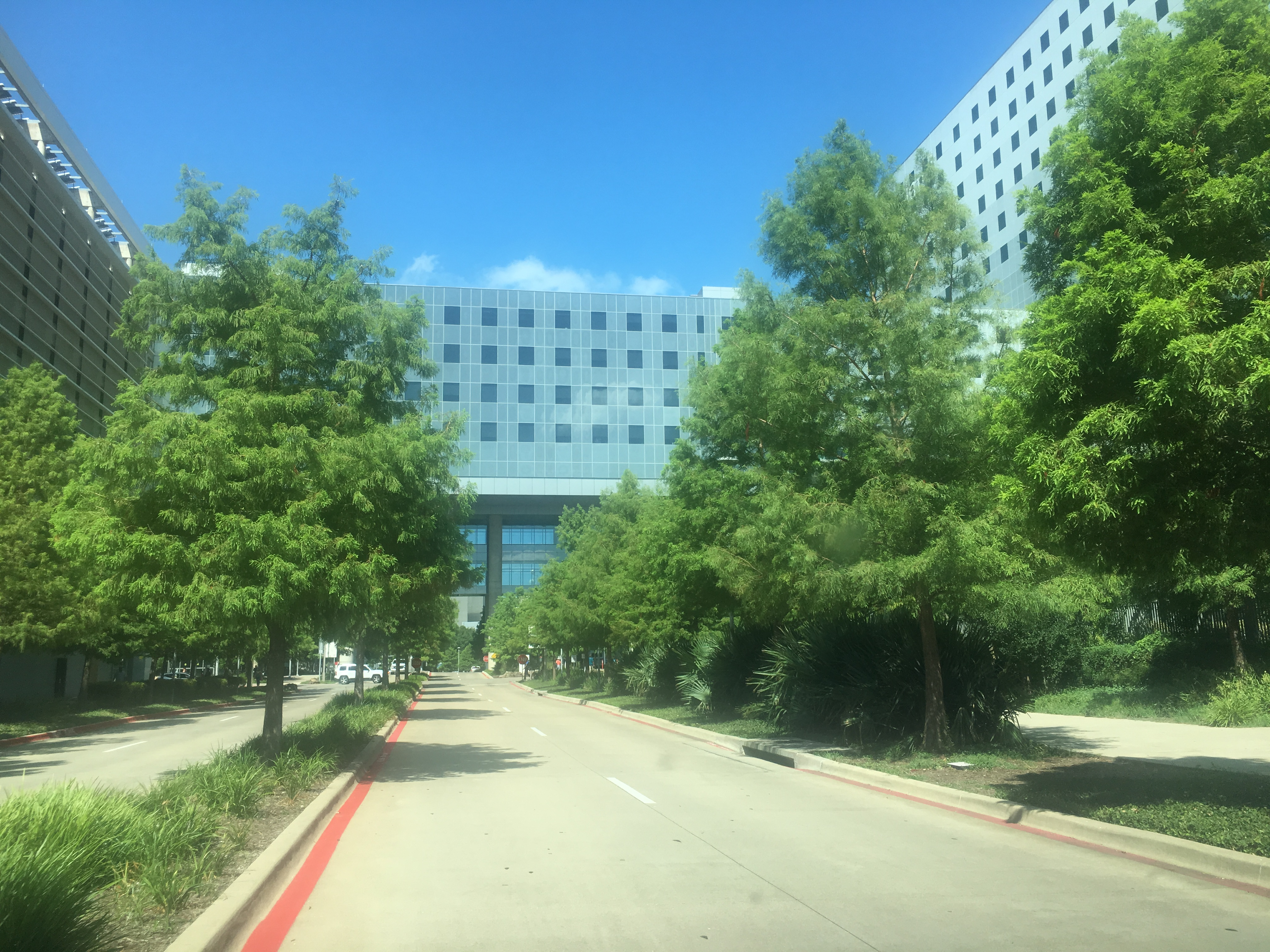
یکی از بیمارستان های منطقه پزشکی جنوب‌غربی

مرکز پزشکی تگزاس بزرگترین تجمع مراکز پزشکی در یک جا در جهان است. در میان مراکز علوم پزشکی دیگر می‌توان منطقه پزشکی جنوب‌غربی در شهر دالاس، مرکز سرطان ام دی اندرسون دانشگاه تگزاس در هیوستون و مرکز پزشکی جنوب تگزاس در شهر سن آنتونیو را نام برد.
مرکز پزشکی دانشگاه تگزاس ساوت‌وسترن همواره در رده‌بندی ۳۰ دانشگاه برتر از ۱۵۰ دانشگاه علوم پزشکی در آمریکا قرار دارد و نشریه نیچر این مرکز را در سال ۲۰۱۸ در رتبه نخست موسسات علوم پزشکی از نظر تحقیقات قرار داد.
در میان موسسات خصوصی، دانشکده پزشکی بیلر دارای شهرت و آوازه جهانی است. این دانشگاه علوم پزشکی همانند سالهای گذشته در سال ۲۰۰۷ در میان ده دانشگاه برتر ایالات متحده در تحقیقات علوم پزشکی قرار گرفت. ابراهیم یزدی از اعضای هیئت علمی این دانشگاه بود.

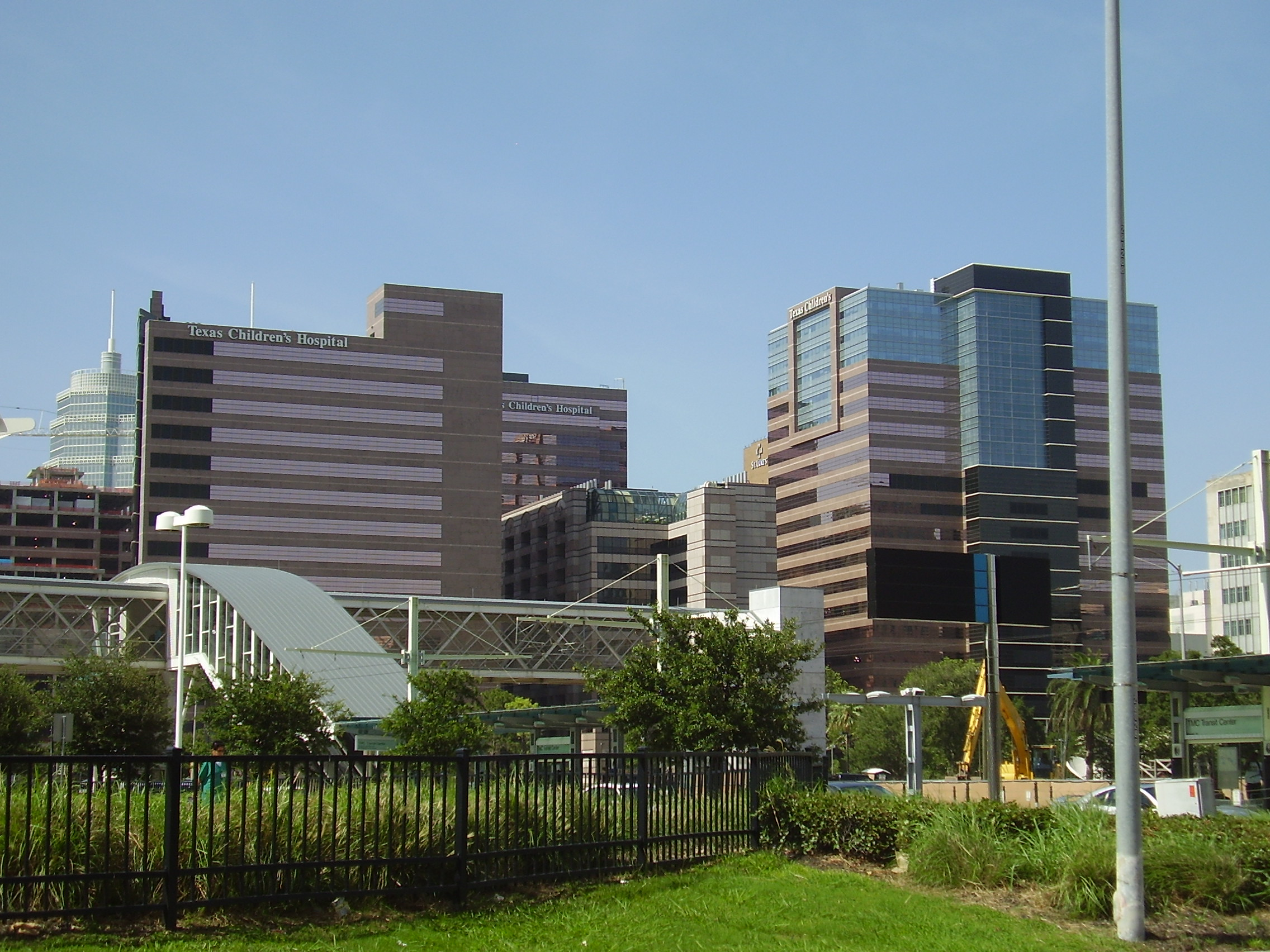
بیمارستان کودکان تگزاس، بیمارستانی خصوصی، و در میان ۱۰ بیمارستان اطفال برتر آمریکاست.

مرکز انجمن قلب آمریکا نیز در دالاس قرار دارد.

## مراکز خصوصی
در میان دانشگاه‌های خصوصی دانشگاه رایس دارای اعتبار بین‌المللی ویژه‌ای است. دانشگاه ترینیتی، دانشگاه متودیست جنوبی و دانشگاه بیلر نیز دارای اعتبار والایی در سطح ملی می‌باشند.
شهریه این نوع موسسات اغلب بسیار گران و نزدیک به دست کم ۱۵٬۰۰۰ دلار در هر ترم می‌باشد.
اما برخی آزمایشگاه‌ها نیز در تگزاس خصوصی می‌باشند. موسسه تحقیقات جنوب غربی در سن آنتونیو در این میان دارای فعالیت‌های گسترده ایست.

## مشخصات و دستاوردها
جمعاً ۹ برنده جایزه نوبل در این دانشگاه‌ها مشغول به کار هستند.
دانشکده پزشکی مرکز پزشکی دانشگاه تکزاس شعبه جنوب‌غربی به تنهایی چهار نوبلیست در هیئت علمی خود هم‌اکنون در استخدام دارد.
در مجموع می‌توان تعداد وابستگان با جوایز نوبل در تگزاس در حال و گذشته را به‌طور زیر خلاصه نمود:
| دانشگاه                                   | تعداد وابستگان با جوایز نوبل در مجموع در حال و گذشته | رتبه |
| ----------------------------------------- | ---------------------------------------------------- | ---- |
| دانشگاه ایالتی تکزاس شعبه آستین           | ۹ نفر                                                | ۱    |
| مرکز پزشکی دانشگاه تگزاس ساوت‌وسترن        | ۶ نفر                                                | ۲    |
| دانشگاه تگزاس A&M                         | ۴ نفر                                                | ۳    |
| دانشگاه رایس                              | ۳ نفر                                                | ۴    |
| دانشگاه تکزاس در دالاس                    | ۳ نفر                                                | ۴    |
| مرکز علوم درمانی دانشگاه تگزاس در هیوستون | ۲ نفر                                                | ۵    |
| دانشکده پزشکی بیلور                       | ۲ نفر                                                | ۵    |
| دانشگاه متودیست جنوبی                     | ۱ نفر                                                | ۶    |
| دانشگاه هوستون                            | ۱ نفر                                                | ۶    |
| جمع کل                                    | ۳۰ نفر                                               |      |

| دانشگاه                                               | بودجه تحقیقات علمی سال ۲۰۱۸ | رتبه |
| ----------------------------------------------------- | --------------------------- | ---- |
| مرکز سرطان ام دی اندرسون دانشگاه تگزاس                | ۸۳۹٫۴ میلیون دلار           | ۱    |
| دانشگاه تگزاس A&M                                     | ۷۵۰٫۴ میلیون دلار           | ۲    |
| دانشگاه تگزاس شعبه آستین                              | ۶۱۱٫۹ میلیون دلار           | ۳    |
| دانشکده پزشکی بیلور                                   | ۵۷۲ میلیون دلار             | ۴    |
| مرکز پزشکی دانشگاه تگزاس شعبه جنوب‌غربی                | ۴۵۴٫۹ میلیون دلار           | ۵    |
| مرکز علوم درمانی دانشگاه تگزاس در هیوستون             | ۲۳۲٫۵ میلیون دلار           | ۶    |
| دانشگاه فناوری تگزاس                                  | ۱۸۴٫۳ میلیون دلار           | ۷    |
| مرکز علوم درمانی دانشگاه تکزاس-سن‌آنتونیو              | ۱۶۴٫۵ میلیون دلار           | ۸    |
| دانشگاه رایس                                          | ۱۶۳٫۹ میلیون دلار           | ۹    |
| شاخه پزشکی دانشگاه تگزاس                              | ۱۴۹٫۸ میلیون دلار           | ۱۰   |
| کل بودجهٔ صرف شده جهت تحقیقات علمی در دانشگاه‌های تگزاس | ۵٫۱۸۵ میلیارد دلار          |      |

## نگارخانه

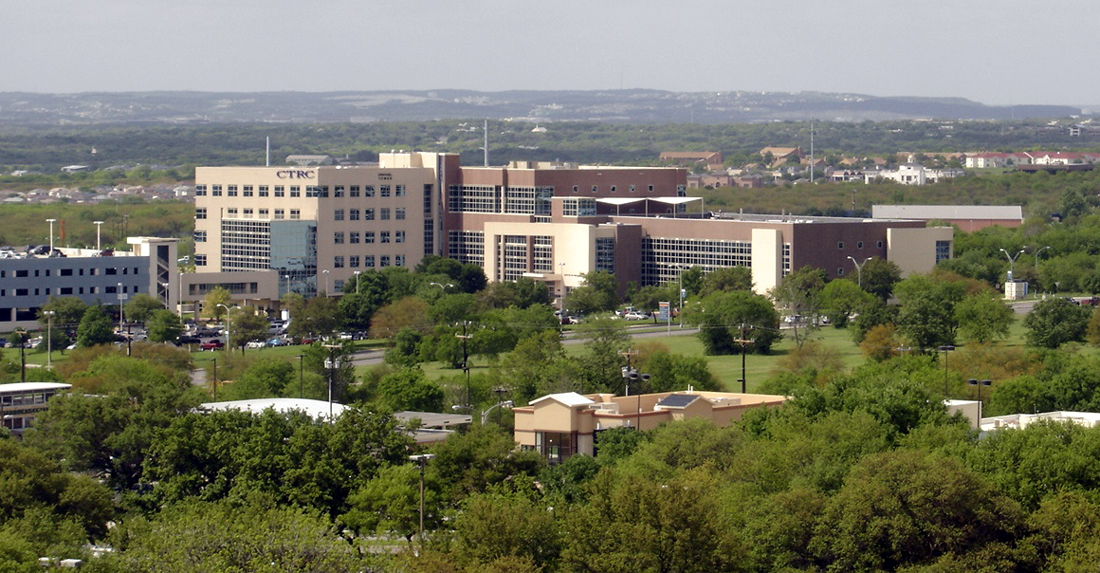
مرکز تحقیقات و درمان سرطان (CTRC) یکی از ۳ موسسهٔ تاییدشده توسط انستیتو ملی سرطان ایالات متحده آمریکا در تگزاس است.
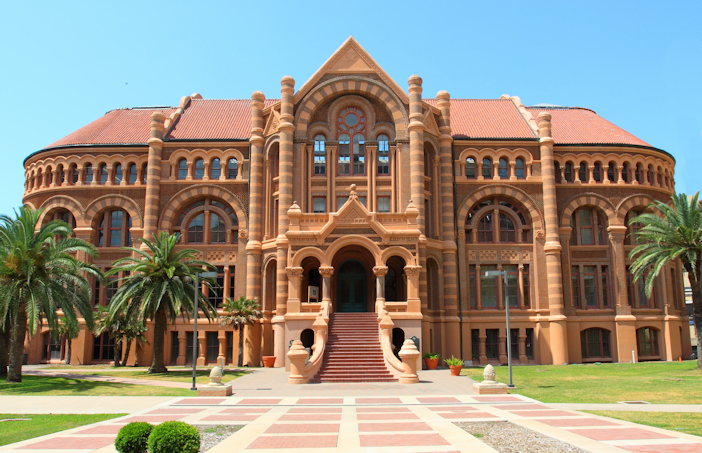
شاخه پزشکی دانشگاه تگزاس، کهن‌ترین دانشگاه علوم پزشکی تگزاس
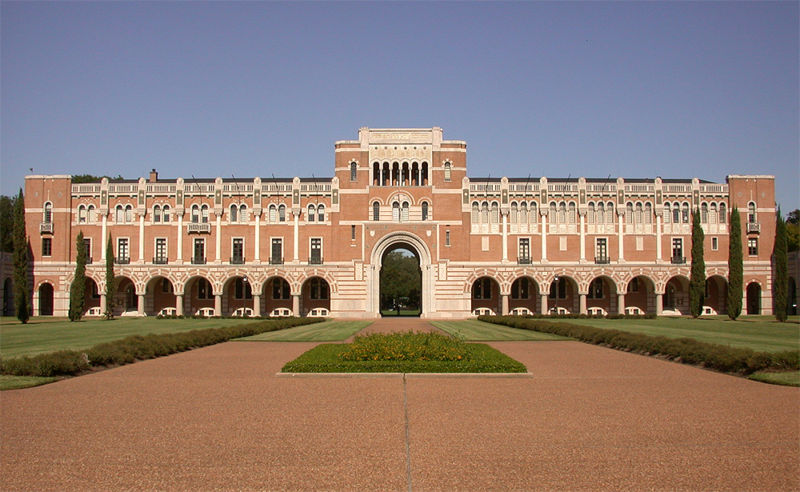
دانشگاه رایس، معتبرترین دانشگاه خصوصی تگزاس
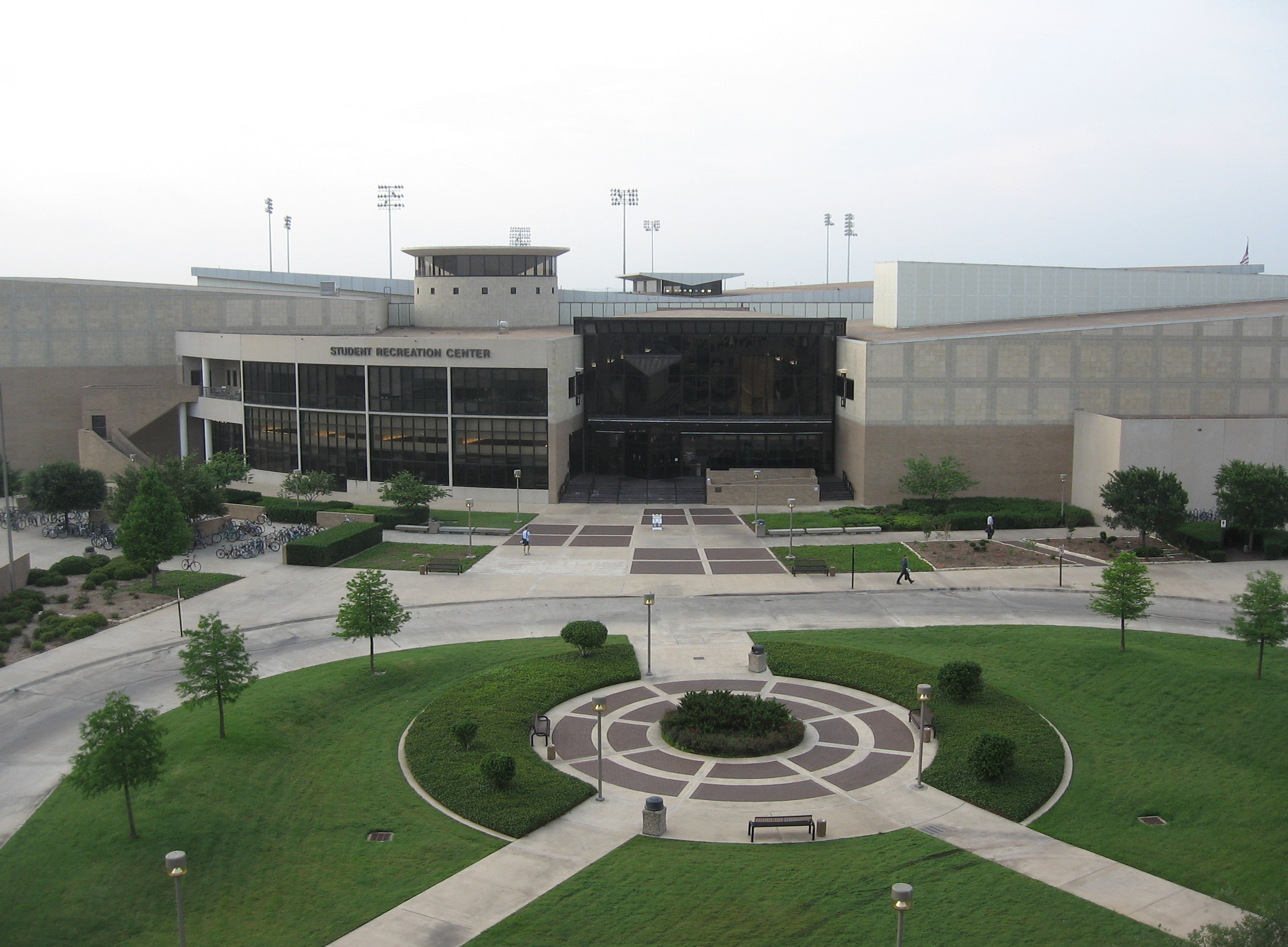
دانشگاه تگزاس A&M، رتبه سوم آمریکا در رشته مهندسی کشاورزی است.
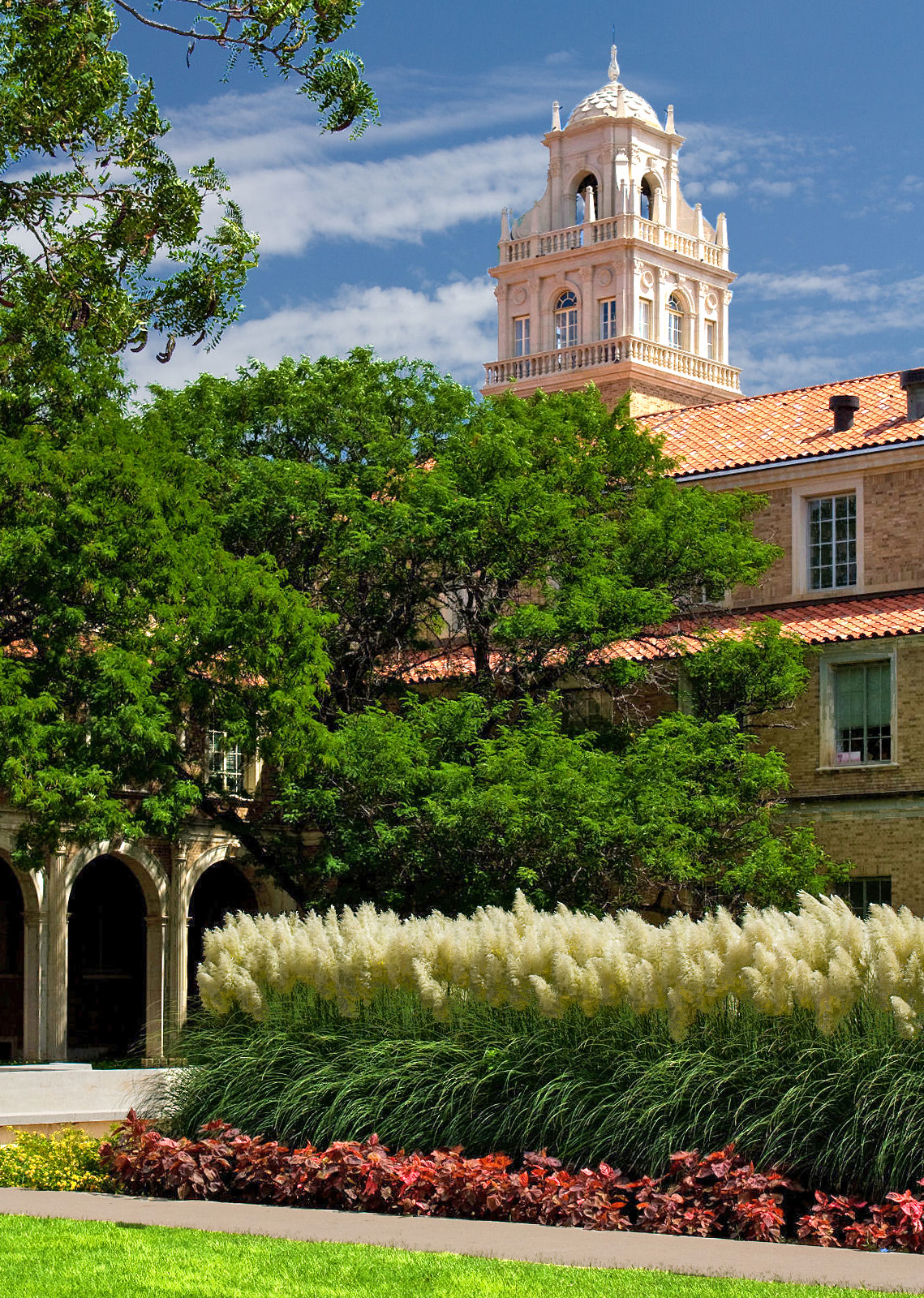
دانشگاه فناوری تگزاس یک دانشگاه عمومیست و نزدیک به ۲۹۰۰۰ دانشجو دارد.
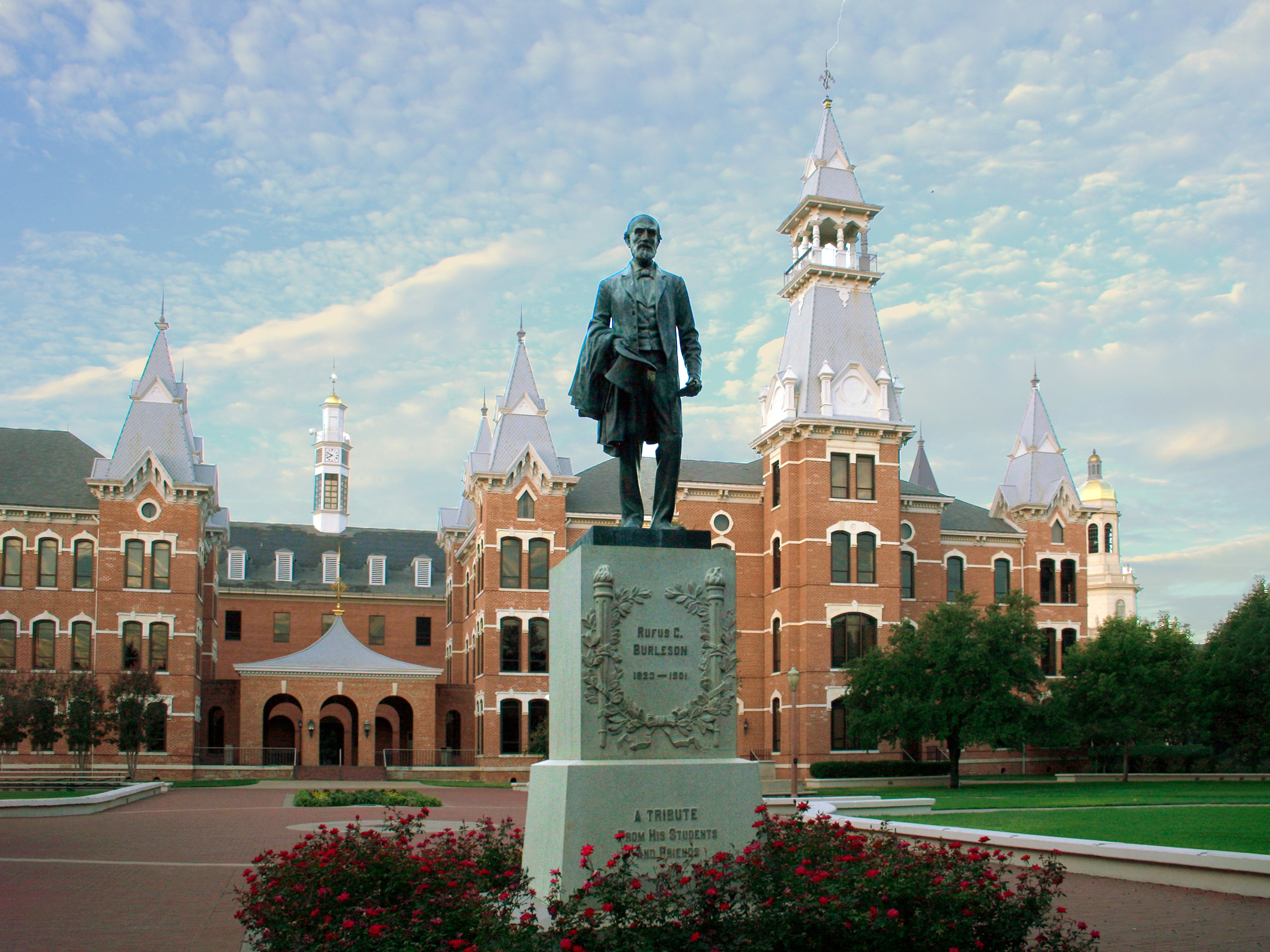
دانشگاه بیلور در شهر ویکو یکی از دانشگاه‌های برتر خصوصی تگزاس در ردهٔ کارشناسی است
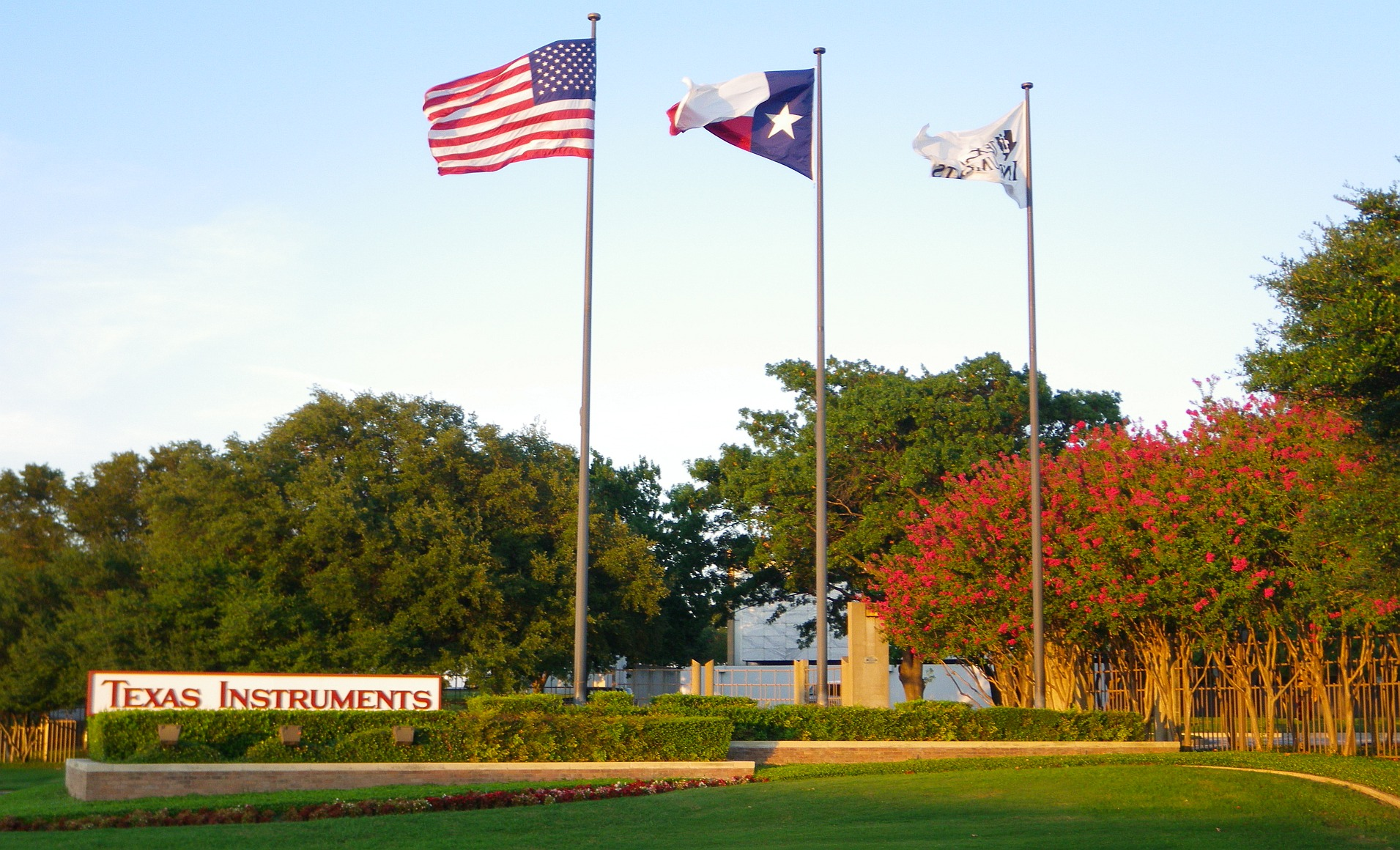
تگزاس اینسترومنتز، جایی که نخستین ترانزیستور تجارتی اختراع گردید.
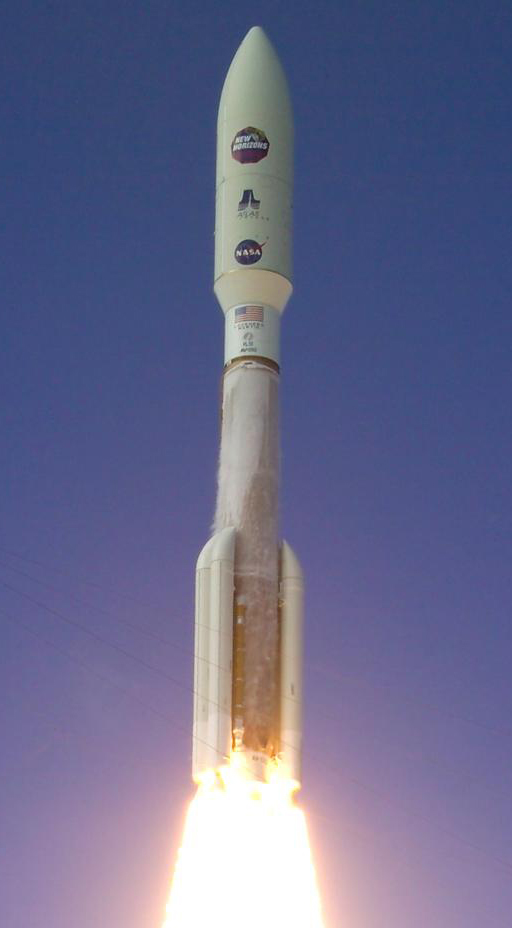
یکی از تلسکوپ‌های فضایی موسسه تحقیقات جنوب غربی به مدار پرتاب می‌شود.

## کتابخانه‌های مهم

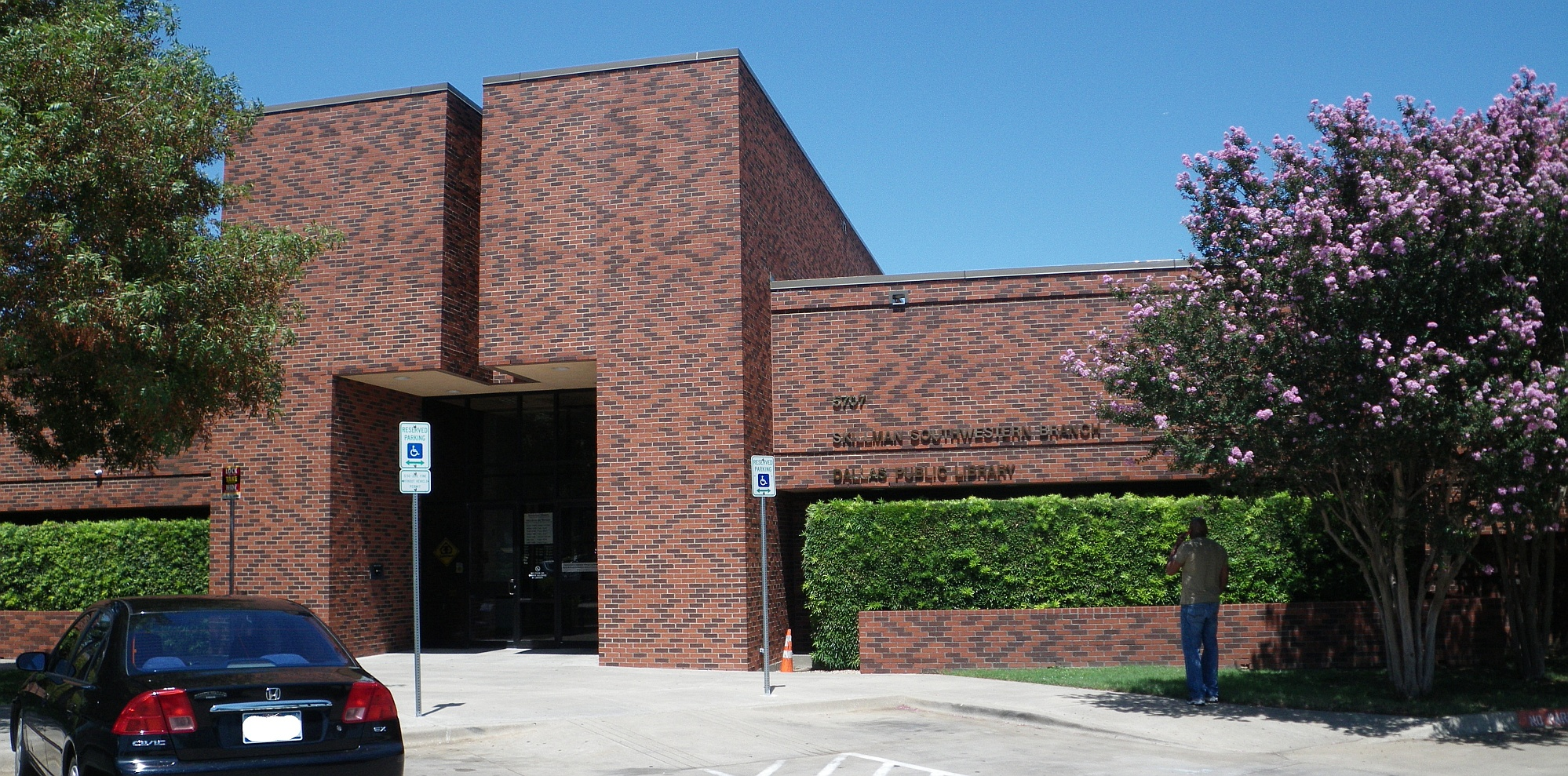
از کتاب‌خانه‌های عمومی شهر دالاس

- موزه و کتابخانه لیندون بینز جانسون
- کتابخانه ریاست جمهوری جرج بوش
- کتابخانه ریاست جمهوری جورج دبلیو بوش
- کتابخانه عمومی سن آنتونیو
- کتابخانه عمومی هیوستون
- کتابخانه پری کاستاندا دانشگاه تگزاس
- کتابخانه عمومی دالاس
- کتاب‌خانه عمومی آستین

## پیوندهای  به بیرون
- شورای هماهنگی آموزش عالی دانشگاه تگزاس
- آکادمی پزشکی، مهندسی و علوم تگزاس
- آموزش عالی تگزاس
- تحقیقات در تگزاس